# Булгакова, Наталья Васильевна
Наталья Васильевна Булгакова, урождённая княжна Хованская (5 (16) мая 1785 — 9 (21) апреля 1841) — российская дворянка, жена А. Я. Булгакова.

## Биография
Дочь сенатора князя Василия Алексеевича Хованского (1755—1830) и его первой жены Екатерины Петровны Нарышкиной (1757—1795). Рано лишилась матери, отца же современники характеризовали как человека пустого, тяжёлого, беспорядочного в семейной жизни. Однако же Наталья Васильевна выросла доброй и серьёзной девушкой, со спокойным характером, домовитой.
По отзыву Вигеля «она была умна; маленькая спесь, насмешливость, едва заметное кокетство, с лицом весьма приятным уже в ребячестве делали её оригинально-привлекательной; уже тогда было заметно, что она, подобно отцу своему, будет любить всё житейское… В 16 лет смелые взоры её уже искали высоких жертв, а пленительный голос её всех удивлял». Её будущий муж так писал о ней: «Старшая поёт, как Бог, что за голос, так в сердце и лезет».
Александр Булгаков давно был влюблён в княжну Хованскую и писал отцу: «Я люблю её, как душу, и той же платим любовью», он был уверен в её ответном чувстве, тем более, что она «отвергла две выгодные партии: с молодым Куракиным и князем Горчаковым». Однако Я. И. Булгаков, несмотря на расположение к Наталье, не давал согласия на брак из-за «чванства князя Василия». Позднее он переменил своё мнение, но побывать на свадьбе не успел, скончавшись за месяц до неё.
Свадьба состоялась 27 августа 1809 года в селе Горбове Рузского уезда Московской губернии. Хотя по характеру и вкусам супруги были противоположны друг другу брак оказался счастливым. Поглощённый службой, общественными интересами, переписками, приёмами и визитами Булгаков мало времени уделял семье, и своей спокойной семейной жизни был всецело обязан жене. Всё хозяйство и воспитание детей находилось в её руках. А удовлетворяя вкусам мужа, отличная хозяйка, она при сравнительно небольших затратах устраивала приёмы, вечера и прочие увеселения, до которых был любителем её муж. Александр Булгаков всегда приходил в восторг от её умения своими силами, дома сделать всё хорошо, чтобы не оконфузиться перед очень богатыми и высокопоставленными гостями.
Бывали в доме Булгаковой А. С. Пушкин, В. А. Жуковский, П. А. Вяземский, братья А. И. и Н. И. Тургеневы и другие видные деятели литературы и искусства, что нашло своё отражение в мемуарной и эпистолярной литературе того времени.
Также Наталья Васильевна занималась и всеми делами имений. В белорусском имении она завела ткацкую фабрику, а в Горбове не только поддерживала суконную, доставшуюся от отца, но и расширила её и даже брала заказы на казённые поставки сукна. Когда в 1833 году случился бунт на соседних фабриках, она сама приехала на горбовскую фабрику, долго жила там, но сохранила спокойствие.
А. Я. Булгаков так писал брату: «Её нельзя не любить, особенно мне. Я столько имел бесчисленных опытов страстной её любви ко мне и дружбы и сколько ни шатался по свету, не находил ни одной подобной женщины».
Наталья Булгакова скончалась от рака в апреле в 1841 году и была похоронена в Донском монастыре.

## Семья
У Булгаковых родилось 12 детей, однако только четверо выжило:
- Екатерина (1811—?), фрейлина, одна из московских красавиц, с 1835 года замужем за П. Д. Соломирским.
- Константин (17.4.1812—8.12.1862)
- Ольга (08.07.1814[3]—16.04.1865), фрейлина, фаворитка Николая I; с 1830 года замужем за князем Александром Сергеевичем Долгоруковым (1808/1810—1873).
- Павел (30.7.1825—1873), дипломат, консул в Любеке, был женат на Юлии Николаевне Исленьевой (1818—1871).